# Lorena Roldán
Lorena Roldán Suárez (Tarragona, 7 de agosto de 1981) es una abogada y política española, diputada por Barcelona y portavoz del Partido Popular en el Parlamento de Cataluña. También fue senadora por designación del Parlamento de Cataluña desde 2018 a 2020, ejerciendo de portavoz del Grupo Parlamentario de Ciudadanos entre mayo de 2018 y diciembre de 2020, cuando anunció que se pasaba a las filas del PP.

## Biografía
Nacida en Tarragona el 7 de agosto de 1981, es licenciada en Derecho por la Universidad Rovira i Virgili y posee un máster de Acceso a la Abogacía por esa misma universidad. Ha ejercido como abogada y actualmente trabaja en la administración pública local, en el área de servicios jurídicos y contratación administrativa. 
En 2014 se afilió al partido político Ciudadanos tras trabajar un tiempo en la diputación de Tarragona, donde según ella misma cuenta, se sintió algo presionada y participó en la Diada de Cataluña de 2013 unos meses antes. Un año después concurrió en las listas de Ciudadanos para las elecciones municipales de 2015 en Tarragona y resultó elegida concejala del consistorio tarraconense. Posteriormente se presentó a las elecciones al Parlamento de Cataluña de 2015 en el cuarto puesto de la lista de Tarragona del mismo partido y fue elegida diputada del parlamento autonómico, renunciando a su acta de concejala en el Ayuntamiento de Tarragona. En las elecciones al Parlamento de Cataluña de 2017 renovó su acta de diputada por Tarragona, esta vez partiendo desde el segundo puesto en la lista. En 2018 fue designada senadora por el Parlamento de Cataluña.
En julio de 2019 vence en las primarias de Ciudadanos para ser la candidata del partido a la presidencia de la Generalidad de Cataluña en las próximas elecciones autonómicas y es nombrada portavoz nacional de la ejecutiva. Sin embargo, en verano de 2020 la nueva ejecutiva de Ciudadanos, liderada por Inés Arrimadas, sustituye a Lorena Roldán por Carlos Carrizosa como candidato a la presidencia de la Generalidad de Cataluña.
El 30 de diciembre de 2020, mes y medio antes de las elecciones catalanas del 14 de febrero de 2021, anuncia que deja Ciudadanos y se pasa a las filas del Partido Popular Catalán. En dichos comicios obtiene su acta de diputada por Barcelona en el parlamento autonómico, al conseguir la candidatura tres escaños e ir de número dos tras el candidato a la presidencia, Alejandro Fernández.